# Energiewirtschaft Russlands
Die Energiewirtschaft hat innerhalb der Wirtschaft Russlands eine herausragende Bedeutung, der Schwerpunkt liegt sowohl hinsichtlich der Gewinnung als auch des Verbrauchs auf den fossilien Energieträgern. Zur gesamtwirtschaftlichen Produktion Russlands steuert sie zusammen mit den übrigen Rohstoffsektoren nach Schätzungen der Weltbank rund ein Fünftel bei. Der Anteil der Energieexporte an den gesamten Warenexporterlösen liegt bei rund zwei Dritteln. Zu den föderalen Staatseinnahmen trägt die Energiewirtschaft etwa die Hälfte bei.
Russland verfügt über Gebiete innerhalb eines als strategische Ellipse bezeichneten geographischen Bereiches mit reichen fossilen Lagerstätten und besitzt daher relativ große Vorkommen an Kohle und Erdgas sowie in geringerem Umfang auch an Erdöl. Die Fördermengen machen etwa ein Fünftel der weltweiten Erdgasförderung und ein Zehntel der weltweiten Ölförderung aus. Russland ist damit derzeit (Stand 2/2019) weltweit größter Exporteur von Erdgas und Erdöl und seine Wirtschaft in erheblichem Maße vom Ölpreis abhängig. Daneben besitzt Russland bedeutende Vorkommen an Uran. und Torf Das Land verfügt über vielfältige Möglichkeiten zur Nutzung erneuerbarer Energien, insbesondere von Wasserkraft zur Erzeugung von elektrischem Strom.
Russlands Bedeutung als Öl- und Gaslieferant ist neben seiner Position als Atommacht Grundlage seines Anspruchs, wieder als Weltmacht anerkannt zu werden. Will Russland seine Position als „Energie-Supermacht“ bewahren und ausbauen, muss es für eine nachfragegerechte Steigerung seiner Öl- und Gasförderung sorgen. Da die Förderung aus den Feldern in Westsibirien bald zurückgehen dürfte, müssen neue Vorkommen in klimatisch noch schwieriger zu erschließenden Regionen, zum Beispiel auf der Halbinsel Jamal, in Ostsibirien, in der Barentssee und bei der Insel Sachalin erschlossen werden.
Im Inland stellt sich vor allem die Aufgabe, Energie sparsamer und effizienter zu verwenden. Preisanhebungen könnten die weitverbreitete Energieverschwendung eindämmen. Die Energiepreise im Inland werden auch allmählich erhöht, entsprechen aber noch längst nicht dem internationalen Energiepreisniveau. In Russland eingesparte Energie könnte exportiert werden.
Russland gehört zu den Nationen, die durch ihren Umgang mit Energie dem Weltklima am meisten schaden; der Germanwatch-Report zum Klimaschutz führt das Land an 52. Stelle auf, noch schlechter schneiden weltweit nur Saudi-Arabien, USA, Iran, Korea, China, Australien, Kanada und Kasachstan ab.

## Energiewirtschaft Russlands insgesamt

### Energieproduktion wächst nach tiefem Einbruch kräftig

#### Erdöl-, Erdgas- und Kohleförderung
Nach dem Zusammenbruch der Sowjetunion ging auch die russische Energieproduktion jahrelang drastisch zurück. Insbesondere die Erdöl- und Kohleförderung brachen ein.
Die Produktion von Erdöl halbierte sich fast von ihrem Ende der 1980er-Jahre – mit rund 575 Millionen Tonnen – erreichten Höhepunkt bis Mitte der 1990er-Jahre. In der zweiten Hälfte der 1990er-Jahre stagnierte sie bei rund 300 Millionen Tonnen pro Jahr. Seither stieg sie dank kräftig erhöhter Investitionen und dem Einsatz moderner Technologien in den mittlerweile weitgehend privatisierten Ölunternehmen bis 2004 um rund die Hälfte. Der rasche Anstieg des Ölpreises schuf dafür die finanzielle Basis.
2005 schwächte sich der Anstieg der Förderung allerdings auf nur noch 2,4 % ab, deutlich weniger, als die Förderung in den fünf Jahren zuvor gestiegen war (rund + 8 Prozent jährlich). 2006 blieb das Wachstum ähnlich schwach (+ 2,1 %). Mit rund 480 Millionen Tonnen war die Förderung 2006 noch knapp ein Fünftel niedriger als Ende der 80er Jahre
2006 hatte Russland Probleme damit, Deutschland mit Öl zu versorgen.
Die russische Erdgasförderung stieg 2005 noch schwächer als die Ölförderung um 0,5 % auf 636 Mrd. Kubikmeter. 2006 nahm sie jedoch um rund 3 % auf rund 656 Mrd. Kubikmeter zu. Davon förderte OAO Gazprom mit 556 Mrd. m³ rund 85 %.
Die Erdgasförderung ist seit 1998 zwar deutlich schwächer gestiegen als die Erdölproduktion. Sie war aber zuvor nach dem Zusammenbruch der Sowjetunion im Vergleich mit der Erdöl- und Kohleproduktion auch nur wenig gesunken. Seit 2003 überschreitet sie ihren bisherigen Anfang der 90er Jahre erreichten Höchststand wieder.
Die Förderung von Kohle, die ähnlich stark wie die Ölproduktion von rund 400 Millionen Tonnen in den 80er Jahren auf nur noch 233 Millionen Tonnen im Jahr 1998 einbrach, erholt sich zwar ebenfalls, lag 2006 mit rund 315 Mio. t aber noch gut ein Fünftel unter dem Niveau der 80er Jahre.
Russische Kohle hat allerdings für den internationalen Energiemarkt auch weitaus geringere Bedeutung als russisches Erdgas und Erdöl. Bei Berücksichtigung der russischen Kohleimporte wird netto nur rund ein Zehntel der Kohleförderung exportiert.

#### Stromproduktion
Die Produktion von elektrischem Strom liegt seit 2010 auf annähernd konstantem Niveau von rund 1100 Terawattstunden (TWh), mit relativ geringen jährlichen Schwankungen zwischen 1037 TWh (2010) und 1109 TWh (2018). Nachdem sie seit 1999 gewachsen war, erreichte sie bereits 2008 rund, 1040 Mrd. Kilowattstunden. Sie war damit noch etwas niedriger als 1990 (1080 Mrd. Kilowattstunden).
Mit Öl-, Erdgas- oder Kohle und verfeuertem Torf betriebene Wärmekraftwerke stellten 2018 rund 64 % der gesamten Stromproduktion. Auf Kernkraftwerke entfielen rund 18,5 %, auf Wasserkraftwerke rund 17,5 % der Stromerzeugung. Den stärksten Zuwachs im Zeitraum 2010–2018 verzeichnete mit +35 TWh die Kernenergie, gefolgt von der Wasserkraft mit +25 TWh. Die Wärmekraftwerke legten seit 2010 um +11 TWh zu.
Die russische Regierung plant, den Anteil der Kernenergie an der Stromerzeugung bis 2020 auf etwa ein Drittel zu verdoppeln, um noch mehr Erdöl- und Erdgas exportieren zu können. Auch der Kohleanteil soll steigen.

### Energieverbrauch: hoher Erdgasanteil; große Einsparmöglichkeiten
Mit Abstand wichtigster Energieträger zur Deckung des russischen Primärenergieverbrauchs ist Erdgas, dessen Anteil am Primärenergieverbrauch bei gut der Hälfte liegt. Er ist in den letzten 15 Jahren gestiegen, während der Anteil des Erdöls als zweitwichtigster Primärenergieträger auf rund ein Fünftel zurückging.
Die Energieintensität der russischen Wirtschaft, also die Energiemenge, die zur Produktion einer Einheit der gesamtwirtschaftlichen Produktion erforderlich ist, ist mehr als dreimal so hoch wie im EU-Durchschnitt, obwohl sie von 2000 bis 2004 um 21 % gedrückt wurde. Wirtschaftszweige mit hoher Energieintensität wuchsen langsamer als solche mit niedriger Energieintensität.
Durch Maßnahmen für einen effizienteren Energieeinsatz könnten aber noch rund 30 bis 40 % der in Russland verbrauchten Energie eingespart werden, erklärte Industrie- und Energieminister Wiktor Christenko anlässlich eines deutsch-russischen Energieforums im Frühjahr 2007. Allerdings benötige Russland dafür den Zugang zu modernen Technologien, Materialien und Ausrüstungen. Gründe für die hohe Energieintensität der russischen Wirtschaft seien die ungünstigeren klimatischen Bedingungen in Russland (strenge Winter), der höhere Anteil der Industrie an der Entstehung des Bruttoinlandsproduktes (60 %) und die technisch veralteten Stromerzeugungskapazitäten. Das reicht zur Erklärung aber nicht aus.
Wichtigster Schritt zu mehr Energieeffizienz in Russland wäre nach Meinung von Johannes Voswinkel eine Anhebung der Binnenmarktpreise für Strom und Wärme. Die niedrigen Energiepreise in Russland, die aus der Preispolitik in der Zeit der Sowjetunion herrühren, spiegeln nicht die tatsächlichen Kosten wider.
Für mögliche Einsparungen bietet zum Beispiel der Gebäudesektor reiches Anschauungsmaterial. Unzureichende Wärmedämmung, undichte Fenster und ineffiziente Lüftungssysteme sind bislang Schwachpunkte vieler Häuser. Bei staatlichen Wohnungsbauprogrammen in den Jahren der Sowjetunion ging es in erster Linie um die Zahl der gebauten Quadratmeter und die Einhaltung von Terminen, nicht um die Qualität der Wohnungen. Die Wärmedämmung wurde vernachlässigt, Heizungen nicht regelbar ausgeführt. Man findet in russischen Plattenbauwohnungen oft gar keine Heizkörper. Ihre Funktion erfüllen Rohre, die in die Wände einbetoniert sind. Die Wassertemperatur in den Heizungsrohren wird zentral für alle Wohnungen in einem Heizwerk der Wetterlage angepasst. Da es bei diesem System kaum möglich ist, die Wärme gleichmäßig über alle Wohnungen zu verteilen, müssen einige Familien chronisch frieren bzw. mit elektrischen Geräten oder dem Backofen nachheizen, während andere den ganzen Winter mit geöffneten Fenstern leben.
Mangels Messgeräten bezahlen auch heute noch viele Haushalte Wasser, Gas, Heizwärme und manchmal sogar Strom mit Monatspauschalen. Da Letztere von den meisten Menschen als „sowieso zu hoch“ empfunden werden, möchte jeder dann wenigstens möglichst viel davon haben, was wiederum den Verbrauch anheizt und zu steigenden Pauschalen führt: Ein Teufelskreis der Energieverschwendung wird in Gang gesetzt.

### Energieexport: Herausragende Bedeutung Russlands für die internationale Energieversorgung
Beim Erdgas lag Russland 2006 als Produzent im internationalen Vergleich mit Abstand an erster Stelle. Trotz des hohen inländischen Erdgasverbrauchs und einer Exportquote von nur rund 30 Prozent der Erdgasförderung war Russland auch weltweit größter Erdgasexporteur.
Beim Erdöl war Russland 2006 nach Saudi-Arabien weltweit zweitgrößter Produzent und Exporteur. Rund 51 Prozent der Rohölförderung wurden exportiert, einschließlich des Exports von Mineralölprodukten gingen 73 Prozent der Rohölförderung ins Ausland.
Russland verfügt mit rund einem Drittel der weltweiten Erdgasreserven im internationalen Vergleich mit Abstand über die höchsten sicher gewinnbaren Erdgasreserven. Russland wird deswegen auch künftig eine führende Position im Welterdgashandel einnehmen.
Die sicher gewinnbaren Erdölreserven Russlands sind international nicht von so herausragender Bedeutung. Sie machen „nur“ rund 5 % der weltweiten Reserven aus. Künftige Steigerungen der Ölproduktion, mit denen einigen Prognosen zufolge zumindest noch bis etwa 2015 zu rechnen ist, dürften aber weitgehend in den Export fließen können und so weiterhin zur Deckung der wachsenden weltweiten Nachfrage beitragen können. Der Mineralölverbrauch im Inland wird voraussichtlich trotz starken Wirtschaftswachstums und rasch zunehmender Motorisierung aufgrund der großen Einsparmöglichkeiten kaum steigen. Er hat schon während der zurückliegenden Phase der Produktionserholung seit Mitte der 1990er Jahre kaum zugenommen, sondern auf gedrücktem Niveau annähernd stagniert.
Die russische Erdölförderung dürfte künftig jedoch deutlich weniger stark zunehmen als in den letzten Jahren. Auch die Erdölexporte werden voraussichtlich langsamer wachsen, nachdem sie in den letzten 5 Jahren fast verdoppelt wurden. Russland hat damit einen großen Teil des Wachstums des weltweiten Ölverbrauchs gedeckt. Sein Anteil an den weltweiten Ölexporten ist gestiegen. Mittel- und langfristig dürfte dieser Anteil aber wieder sinken, während das Gewicht der OPEC-Staaten, die über wesentlich höhere Reserven verfügen, im weltweiten Ölhandel zunehmen wird.
Eine wichtige Rolle beim internationalen Vertrieb von russischem Öl und Gas spielte das in der Schweiz registrierte Unternehmen Gunvor.

### Energieexport: Ausbau der Exportmöglichkeiten, Diversifizierung der Abnehmer bis zur russischen Invasion der Ukraine 2022
Bis Anfang des Jahres 2022 baute Russland die Möglichkeit zum Export fossiler Energieträger nach Europa permanent aus. Gleichzeitig wurden auch Exportrouten zu alternativen Abnehmern (v. a. China) erschlossen und Kapazitäten zum Export von Flüssigerdgas (LNG), womit Erdgas per Schiff exportiert werden kann, wurden erhöht. Laut CREA entfielen zwischen 24. Februar und 3. Juni 2022 61 Prozent der fossilen Exporte Russlands auf die EU. Dies entspricht demnach 57 Milliarden Euro. Unter den Einzelstaaten war China mit 12,6 Milliarden Euro wichtigster Kunde vor Deutschland mit 12,1 Milliarden und Italien mit 7,8 Milliarden Euro.
Projekte wie Nord Stream ermöglichten den Export von Erdgas direkt von Russland bis nach Deutschland und Westeuropa unter Umgehung Mitteleuropas. Bedingt durch zunehmende politische Spannungen zwischen Russland und dem restlichen Europa seit ca. 2007 wurde die beständig zunehmende Abhängigkeit Europas von russischem Erdgas sowie die großen Überkapazitäten im Pipelinenetz kritisiert, maßgeblich von den USA und den Ländern Mitteleuropas. Diese hatten bereits seit der Jahrtausendwende regelmäßig Streit mit Russland über die Belieferung mit Energie.
Russlands Bedeutung für die deutsche und europäische Energieversorgung offenbarte sich durch Russlands Überfall auf die Ukraine im Februar 2022. Die EU sowie fast alle europäischen Staaten verurteilten den Angriff und verhängten mehrere Sanktionspakete, Russland drosselte und stoppte die Energielieferungen. Wegen fehlender LNG-Terminals und begrenzter Leitungskapazitäten zu Terminals in anderen Ländern bekam Deutschland Probleme, Erdgas anderweitig zu beschaffen, teilweise galt dies auch für Erdöl wegen einseitiger Ausrichtung von Raffinerien und Leitungsanbindung an russische Importe.
Der Angriff auf die Ukraine in Verbindung mit weltweit noch gedrosselten Fördermengen infolge der COVID-19-Pandemie führte zu einem Anstieg des Ölpreises von rund 80 US-Dollar auf fast 128 US-Dollar, bis Anfang Juli 2022 sanken diese wieder auf 100 bis 105 US-Dollar. Intensiver waren die Anstiege beim Gaspreis. Die Gasspeicher in Deutschland waren zu Kriegsbeginn außerordentlich gering gefüllt, dies verstärkte zusätzlich den Schub bei der Nachfrage nach LNG, was wiederum die Preise zusätzlich trieb. Profiteur der hohen Preise war auch Russland, einer Analyse zufolge hatte es in den ersten hundert Kriegstagen 93 Milliarden Euro an Einnahmen aus dem Export fossiler Brennstoffe erzielt. Kostete der Import je MMBTU Flüssigerdgas im Mai 2020 in die EU noch 1,575 US-Dollar, so stieg der Preis im März 2022 auf 42,39 US-Dollar und lag Ende Juni 2022 bei 34,35 US-Dollar.
Nach Drosselung der Lieferungen durch Nord Stream um 60 Prozent wurde der Notfallplan Gas ausgerufen.

### Gesamtwirtschaftliche Bedeutung der Energiewirtschaft

#### Anteil der Förderung von Rohstoffen am Bruttoinlandsprodukt
Nach Angaben der russischen Statistikbehörde Rosstat steuerten Unternehmen, die im Bereich der Förderung von Rohstoffen tätig waren, also insbesondere die Erdöl- und Erdgasförderunternehmen, 2004 zwar nur 7,7 % zur gesamtwirtschaftlichen Produktion, dem Bruttoinlandsprodukt (BIP), bei. Demgegenüber entfielen auf den Handels- und Dienstleistungssektor insgesamt knapp 60 %, darunter auf den Handelsbereich allein 21,3 %.
Nach Einschätzung der Weltbank dürfte die amtliche Statistik den Anteil des Rohstoffsektors jedoch zu niedrig und den Anteil des Handels zu hoch ausweisen, da die russischen Rohstoffkonzerne durch Anwendung interner Verrechnungspreise Wertschöpfung aus dem Rohstoffbereich auf den Handelsbereich verlagern – insbesondere um Steuern zu sparen. Die Weltbank schätzt, dass tatsächlich rund ein Viertel der gesamtwirtschaftlichen Produktion vom Rohstoffsektor gestellt wird.

#### Anteil an Exporterlösen und Staatseinnahmen
Seit Ende der 90er Jahre ist die gesamtwirtschaftliche Bedeutung der Energiewirtschaft mit der kräftigen Erholung der Erdölförderung und der annähernden Verdoppelung der Ölexporte bei steigenden Ölpreisen weiter gestiegen.
Der Anteil des Exports von Erdöl, Mineralölprodukten und Erdgas an den gesamten Warenausfuhren stieg nach Angaben der russischen Zentralbank 2006 auf rund 63 % (2005: 62 %). Aktuell (Stand 2018) liegt er bei knapp 60 %.
In den letzten Jahren hat die Abhängigkeit des russischen Staatshaushaltes vom Öl deutlich zugenommen.
Die Entwicklung ist in hohem Maße von den Steuern und Abgaben des Energiesektors abhängig. Nach Angaben der Bundesagentur für Außenwirtschaft trug die Energiewirtschaft 2006 rund die Hälfte zu den föderalen Staatseinnahmen bei. Ohne diesen Beitrag würde der Gesamthaushalt langjährig beträchtliche Defizite ausgewiesen haben. Das (hypothetische) Defizit des russischen Staatshaushaltes ohne Einkünfte aus Öl und Gas (non-oil/gas general government primary deficit, ein vom russischen Finanzministerium veröffentlichter Indikator für die Abhängigkeit der russischen Wirtschaft vom Öl) fiel von 7 % im Jahr 2017 auf 5 % des Bruttoinlandsproduktes (BIP) im Jahr 2018.
Im Jahr 2007 lag der Indikator bei 3,3 %, in der Finanzkrise stieg er auf 14 %, in den Jahren danach betrug das hypothetische Defizit im Staatshaushalt 9 – 10 % des BIP. Aufgrund der stark gestiegenen Ölpreise im Zusammenspiel mit weiteren Faktoren wird ein Überschuss im Staatshaushalt für die Jahre bis 2020 prognostiziert.

#### Risiken der starken Energieabhängigkeit
Die dank hoher Erlöse aus dem Energieexport reichlich zufließenden Devisen bringen die russische Geld- und Wechselkurspolitik in einen Zielkonflikt. Versucht die Zentralbank, die Aufwertung des Rubel durch den Aufkauf von ausländischen Währungen zu dämpfen, um so eine allzu rasche Verschlechterung der preislichen Wettbewerbsfähigkeit russischer Unternehmen auf dem Weltmarkt zu vermeiden, steigt die Geldmenge und damit das Inflationspotential. Manche Beobachter meinen, dass die Wettbewerbsfähigkeit russischer Wirtschaftszweige außerhalb der Energiewirtschaft durch die laufende Aufwertung bereits beeinträchtigt wird, Russland an der sogenannten „holländischen Krankheit“ leidet.
Zur Vorsorge für einen Ölpreisverfall hat die Regierung Anfang 2004 den Stabilisierungsfonds errichtet.
Grundidee des Fonds ist, dass die Ausgaben der russischen Regierung einem von der Regierung festgesetzten Ölpreis (2007: 27 $) entsprechen sollen. Einnahmen, die aufgrund eines höheren Ölpreises dem Staat zufließen, sollen in den Fonds eingestellt werden. Sinkt der Ölpreis unter 27 $, sollen die staatlichen Ausgaben durch die Entnahme von Mitteln aus dem Fonds stabilisiert werden können, falls der Fonds einen Mindestbestand von 500 Mrd. Rubel erreicht hat.
Anfang November 2007 erreichte der Bestand des Fonds rund 3.649 Mrd. Rubel oder rund 12 % des 2007 erwarteten Bruttoinlandsprodukts. Sein Wert entsprach rund 148 Mrd. Dollar.

#### Anlage von Energieexporterlösen auf internationalen Kapitalmärkten
Im Februar 2008 wird der Fonds, der dann auch aus Steuer- und Zolleinnahmen aus dem Gasbereich gespeist werden soll, in „Öl- und Gasfonds“ umbenannt und in einen „Reservefonds“ und einen „Wohlstandsfonds“ geteilt werden. Der Reservefonds soll Finanzmittel im Werte von bis zu 10 % des Wertes der gesamtwirtschaftlichen Produktion umfassen. Wie der bisherige Stabilisierungsfonds soll der Reservefonds mit dem Ziel höchstmöglicher Sicherheit und Liquidität investiert werden. Die 10 Prozent des Bruttoinlandsprodukts übersteigenden Mittel werden einem neuen „Wohlstandsfonds“ zugewiesen. Die Mittel im Wohlstandsfonds plant die russische Regierung risikoreicher mit dem Ziel einer höheren Kapitalrendite auf den internationalen Kapitalmärkten anzulegen.

### Energiepolitik unter Jelzin und Putin
Entsprechend der hohen gesamtwirtschaftlichen Bedeutung der Energiewirtschaft ist die ordnungspolitische Gestaltung des Energiesektors ein Schwerpunkt der russischen Wirtschaftspolitik. Nachdem unter Präsident Boris Jelzin der weit überwiegende Teil der Ölindustrie privatisiert worden und für ausländische Unternehmen geöffnet worden war, verfolgt Präsident Wladimir Putin das Ziel, die Ergebnisse der Liberalisierungspolitik Jelzins zumindest teilweise zu korrigieren und in der Energiewirtschaft als „strategisch wichtigem Wirtschaftszweig“ eine beherrschende Stellung des Staates zu sichern.

#### Privatisierung und außenwirtschaftliche Öffnung unter Jelzin
In der Ölwirtschaft war im Zuge der Privatisierung unter Präsident Jelzin die ehemalige staatliche Monopolgesellschaft aufgespalten worden. Die Betriebe gingen fast vollständig in das Eigentum weniger Oligarchen über. Der staatlichen Gesellschaft Rosneft verblieb nur ein sehr kleiner Teil der Ölwirtschaft. Besonders bekannt von den neuen Oligarchen im Ölbereich wurden Michail Chodorkowski, der den Jukos-Konzern gründete, Roman Abramowitsch (Sibneft), Wagit Alekperow (Lukoil), Wladimir Potanin (Sidanko) und Wiktor Wechselberg (TNK-BP).
Anders als in der Ölwirtschaft wurden die staatlichen Unternehmen der Erdgas- und Stromwirtschaft, die als leitungsgebundene Betriebe oft als sogenannte „natürliche Monopole“ bezeichnet werden, nur zu einem geringen Teil privatisiert. Im Erdgasbereich konnten so neben der marktbeherrschenden staatlichen Gesellschaft Gazprom kleinere private Erdgasunternehmen gegründet werden, zum Beispiel Novatek und Surgutneftegas. In der Stromwirtschaft behielt die staatliche EES Rossii (РАО „ЕЭС России“) (häufig als RAO UES oder Unified Energy System bezeichnet) ihre führende Stellung.
Unter Präsident Jelzin wurde die russische Energiewirtschaft außerdem für Investitionen ausländischer Unternehmen geöffnet. Konzerne wie BP, Royal Dutch Shell, ExxonMobil, ConocoPhillips, Chevron und die deutschen Unternehmen Ruhrgas AG und BASF AG erwarben Beteiligungen, Förderlizenzen oder gründeten Gemeinschaftsunternehmen mit russischen Partnern.

#### Weitgehender Reformstopp und Renationalisierung unter Putin
Unter Präsident Putin sind Reformen, die zu mehr Markt und Wettbewerb in der Energiewirtschaft führen, bisher nur im Strombereich erkennbar. Unified Energy System (UES), deren Vorstandsvorsitzender Anatoli Tschubais ist, der unter Jelzin für die Privatisierung der russischen Wirtschaft verantwortlich war, soll in ein Unternehmen zum Betrieb des nationalen Stromnetzes und regionale Produktions- und Verteilungsgesellschaften aufgespalten werden. Bisher hält der Staat aber noch rund 53 % der Aktien von UES.
Im Gas- und Ölbereich sind demgegenüber deutliche Tendenzen zu einer „Renationalisierung“ zu beobachten. Seitdem Regierung und Justiz 2003 begannen, gegen den Ölkonzern Jukos des Oligarchen Michail Chodorkowski vorzugehen, zeigt sich, dass die russische Führung offenbar entschlossen ist, ihre Position im Ölsektor wieder zu verstärken. Ausländische Unternehmen sollen in der Energiewirtschaft als einem „strategisch wichtigen Sektor“ keinen bestimmenden Einfluss gewinnen dürfen. Die hälftige Beteiligung der britischen BP am Ölunternehmen TNK-BP scheint ein Ausnahmefall zu bleiben.
Die Renationalisierungspolitik Putins zeigt sich zum einen im Kauf von privaten Unternehmen durch die Staatskonzerne Rosneft und Gazprom. Außerdem fordert die russische Regierung die Beteiligung von Rosneft und Gazprom an Konsortien, die Lizenzen zur Erschließung von Öl- und Gasfeldern erhalten haben. Nach Meinung vieler Beobachter geht die Regierung dabei mit „Tricks und Druck“ (Frankfurter Allgemeine Zeitung) vor.
Ende 2004 kaufte der staatliche Ölkonzern Rosneft für rund 9,4 Mrd. $ die größte Fördergesellschaft des privaten Ölkonzerns Jukos, nachdem russische Finanzbehörden Jukos mit Steuernachforderungen von rund 28 Mrd. $ zum Verkauf gezwungen hatten. Im Frühjahr 2007 ersteigerte Rosneft weitere bedeutende Teile des Jukos-Konzerns. Rosneft wurde nach diesen Übernahmen 2007 wieder zum größten russischen Ölproduzenten.
Die führende russische Erdgasgesellschaft Gazprom, auf die 2006 rund 85 % der Gasförderung entfielen, will die russische Regierung zu einem Energiekonzern mit staatlicher Mehrheitsbeteiligung umgestalten, der auch in anderen Zweigen der Energiewirtschaft, insbesondere im Ölbereich, über beachtenswerte Marktanteile verfügt. Dazu hat die Regierung über ihre Ölgesellschaft Rosneft ihren Anteil am Gazprom-Aktienkapital Mitte 2005 auf 50 % zuzüglich einer Aktie aufgestockt.
Im Oktober 2005 übernahm Gazprom für 13,1 Mrd. $ fast drei Viertel des Ölkonzerns Sibneft. Sibneft gehörte mehrheitlich dem Oligarchen Roman Abramowitsch. 2004 förderte Sibneft 34 Mio. t Rohöl und war damit fünftgrößte Fördergesellschaft.
Insbesondere aufgrund der Übernahmen von Jukos und Sibneft durch Rosneft und Gazprom kontrollierte der Staat im Frühjahr 2007 wieder rund 40 % der russischen Ölförderung.
In den 1990er Jahren zur Erschließung der Öl- und Gasvorkommen im Gebiet der Insel Sachalin mit internationalen Konzernen geschlossene sogenannte „Produktionsteilungsabkommen“ („Production Sharing Agreements“) wurden inzwischen auf Druck der russischen Seite teilweise neu ausgehandelt. Präsident Putin kritisierte diese Abkommen gegenüber Pressevertretern im Juni 2007 als „Verträge im Kolonialherrenstil.“
Bei der Neuverhandlung des Abkommens mit einem Konsortium zur Erschließung des Vorkommens Sachalin 2 erreichte die russische Regierung Ende 2006 eine Aufnahme von Gazprom als Mehrheitsgesellschafter in das Konsortium, nachdem sie dem Konsortium wegen Verstößen gegen Umweltschutzvorschriften mit einem Entzug der Lizenz gedroht hatte.
Auch bei der Erschließung des großen Kowykta-Gasfeldes in Ostsibirien, für die das Unternehmen TNK-BP, an dem BP zur Hälfte beteiligt ist, eine Lizenz erhalten hatte, wurde eine Beteiligung von Gazprom durchgesetzt. Zuvor hatte die Regierung dem Konsortium einen Entzug der Lizenz angedroht, weil das Feld weniger rasch als vereinbart erschlossen würde.
Parallel zu diesen Renationalisierungsmaßnahmen strebt die russische Energiepolitik aber weiterhin an, dass ausländische Unternehmen in die russische Energiewirtschaft investieren, insbesondere um ihr technisches Wissen bei der oft sehr schwierigen Erschließung der Lagerstätten zu nutzen.
Minderheitsbeteiligungen ausländischer Unternehmen bleiben möglich. Mitte April 2005 vereinbarte Gazprom mit der deutschen Wintershall AG, einer Tochtergesellschaft der BASF, eine gemeinsame Gesellschaft zur Förderung von Erdgas in Westsibirien im Feld Yushno Russkoje. Wintershall wird daran direkt mit 50 % minus eine Aktie beteiligt. Im Gegenzug wurde die Gazprom-Beteiligung am Gemeinschaftsunternehmen Wingas, das Erdgas in Deutschland verkauft, von 35 % auf 50 % minus 1 Aktie aufgestockt.
Außerdem hat die russische Regierung im Sommer 2006 rund 15 % des Aktienkapitals des staatlichen Ölkonzerns Rosneft über verschiedene Wertpapierbörsen verkauft. Mit den Einnahmen aus dem Börsengang (rund 10,4 Milliarden US-Dollar) löste Rosneft unter anderem einen Kredit über 7,5 Mrd. US-Dollar ab, mit dem der Konzern der Regierung den Erwerb der Mehrheitsbeteiligung an Gazprom finanziert hatte. Große Rosneft-Aktienpakete wurden unter anderem vom malaysischen Ölkonzern Petronas, BP und der chinesischen Staatsgesellschaft China National Petroleum Corporation erworben.

#### Konflikte zwischen „Silowiki“ und „Liberalen“
Bei aller Einigkeit über die „strategische Bedeutung“ der Energiewirtschaft zeigen sich in der Energiepolitik aber auch Gegensätze verschiedener Fraktionen innerhalb der Regierung. Die sogenannten „Silowiki“, Regierungsmitglieder, die zumeist früher im Geheimdienst gearbeitet haben und für starke Eingriffe des Staates in die Wirtschaft plädieren, und die sogenannten „Liberalen“, die eher marktwirtschaftlich orientiert sind, verfolgen unterschiedliche Konzeptionen und Ziele. Dabei scheinen auch finanzielle Interessen der beteiligten Politiker eine Rolle zu spielen.
Besonders deutlich wurden die Konflikte bei der Diskussion über die Entwicklung der Erdöl- und Erdgaswirtschaft nach der Zerschlagung des Jukos-Konzerns des Oligarchen Chodorkowski im Frühjahr 2005. Sie ergaben sich auch daraus, dass die führenden Vertreter der „Silowiki“ und der „Liberalen“ auch in wichtigen Positionen führender Energiekonzerne sind:
Igor Setschin gilt als Chef der „Silowiki“. Er ist Vorstandsvorsitzender sowie stellvertretender Verwaltungsratsvorsitzender des staatlichen Ölkonzerns Rosneft und war bis 2012 stellvertretender Ministerpräsident der Regierung der Russischen Föderation unter Präsident Putin. Als früherer Geheimdienstmitarbeiter hat er Präsident Putin vom Bürgermeisteramt in St. Petersburg bis in den Kreml begleitet.
Dmitri Anatoljewitsch Medwedew, bis November 2005 Leiter der Präsidialverwaltung und seit Mai 2008 Präsident Russlands, gilt als Chef der Liberalen im Kreml. Medwedew stand 2002 bis 2008 dem Aufsichtsrat der Gazprom vor.
Der Plan zur Zerschlagung des Jukos-Konzerns, der 2004 noch größter Ölproduzent Russlands war, stammt von Setschin – so der Moskauer Korrespondent der Tageszeitung „Die Welt“, Jens Hartmann, unter Berufung auf Mitarbeiter Setschins. Die Produktion von Rosneft, der einzigen Ölproduktionsgesellschaft, die nach der weitgehenden Privatisierung der Ölproduktionsgesellschaften völlig in staatlicher Hand verblieben ist, rangierte 2004 noch weit hinter der der führenden Ölproduzenten Jukos und Lukoil. Nach der Zerschlagung des Jukos-Konzerns machte Rosneft 2005 durch die Übernahme von Juganskneftegas (JNG), der größten Produktionsgesellschaft des Jukos-Konzerns, in der Rangliste der russischen Ölproduzenten einen großen Sprung nach oben und belegt jetzt Platz drei.
Dabei sollte es nach den Vorstellungen der Gazprom-Führung und ihres Aufsichtsratsvorsitzenden Medwedew, die auch von Präsident Putin unterstützt wurden, aber nicht bleiben. Rosneft sollte mit Gazprom zu einem den Erdöl- und Erdgasbereich übergreifenden Energiekonzern fusionieren. Dagegen hat sich Setschin offenbar erfolgreich gewehrt und die Eigenständigkeit von Rosneft gesichert.
Die Episode zeigt nach Einschätzung mancher Beobachter, dass auch Putin seine Vorstellungen nicht immer durchsetzen kann. Beim Verzicht auf eine Fusion von Gazprom mit Rosneft könnte aber auch eine Rolle gespielt haben, dass Rosneft die Jukos-Fördergesellschaft Anfang 2005 auf juristisch angreifbare Weise übernommen hat. Möglicherweise wollte die russische Führung nicht riskieren, dass deswegen vor internationalen Gerichten gegen Gazprom vorgegangen werden könnte.

#### Energieaußenpolitik

##### Konflikte mit Transitstaaten
Insbesondere bei Energielieferungen in Staaten, die früher zur Sowjetunion oder zum Rat für gegenseitige Wirtschaftshilfe (RGW), gehörten, gab es in den letzten Jahren wiederholt Konflikte.
Zum einen ging es dabei um die Preise für russische Energielieferungen. Die früheren Sowjetrepubliken wurden von Russland mit Erdgas und Erdöl zu Preisen weit unter dem Weltmarktniveau beliefert. Eine Einigung über eine Anhebung der Preise erwies sich zum Beispiel mit der Ukraine und Belarus als sehr schwierig.
Zum anderen ergaben sich wiederholt Probleme bei der Durchleitung russischer Gas- und Ölexporte zu den Hauptabnehmerstaaten in Westeuropa.

##### Diversifizierung der Exportwege
Russland will die Risiken von Versorgungsstörungen bei Konflikten mit Transitstaaten, wie der Ukraine, Polen und den baltischen Staaten, möglichst weitgehend vermeiden. Um unabhängiger von Transitstaaten zu sein, diversifiziert es die Transportmöglichkeiten.
Für den Erdölexport baut Russland Häfen für den Export über die Ostsee und den Pazifik aus. Die Möglichkeiten für den Ölexport von der russischen Schwarzmeerküste verbessert es durch seine Beteiligung am Bau einer Ölpipeline zwischen der bulgarischen Schwarzmeerküste und der griechischen Ägäis, die den Transport durch den Bosporus ersetzt.
Beim Erdgas schaffte es mit der „Nord Stream“-Erdgasleitung von der russischen Ostseeküste durch die Ostsee nach Deutschland eine direkte Verbindung zu seinen Abnehmern in Westeuropa. Der zwischen Gazprom und dem italienischen Energiekonzern ENI 2007 vereinbarte Bau der South-Stream-Erdgasleitung durch das Schwarze Meer vom russischen Noworossijsk nach Burgas an der bulgarischen Schwarzmeerküste soll die Möglichkeiten zur Lieferung von russischem Erdgas nach Süd- und Südosteuropa erweitern. Damit verbessert Russland gleichzeitig seine Verhandlungsposition gegenüber den bisherigen Transitländern.

## Erdölwirtschaft

### Ordnungspolitische Entwicklung

#### 1995 bis 2003
Seit 1995 gingen die in der staatlichen Holding Rosneft zusammengefassten russischen Ölunternehmen vielfach in das Eigentum von Banken und Oligarchen über. Um Kredite zu erhalten, verpfändete die russische Regierung in zweifelhaften Verfahren („Loans-for-Shares“) ihre Anteile an den Ölunternehmen. Da sie die Kredite regelmäßig nicht zurückzahlte, verlor sie das Eigentum. Nur die Ölgesellschaft Rosneft blieb vollständig in Staatsbesitz.
Die Konzentration der Förderung auf die größten Fördergesellschaften nahm im Zuge der Erholung der Förderung seit 1999 zu. Ende 2003 entfielen rd. 75 % der russischen Förderung auf nur 5 private Unternehmen. Mit Abstand größte Fördergesellschaften waren 2003 mit einem Anteil von jeweils rund einem Fünftel an der Gesamtförderung die Gesellschaften Jukos und Lukoil. Staatliche Ölgesellschaften stellten 2003 nur rund 12 % der russischen Ölförderung.

#### Entwicklung seit 2003
Die seit 2003 vorherrschende Tendenz der russischen Regierung, staatlich beherrschten Unternehmen im Erdölsektor wieder eine herausragende Position zu sichern, zeigte sich zunächst vor allem beim Vorgehen von Justiz und Regierung gegen den Vorstandsvorsitzenden und Großaktionär des Mineralölkonzern Jukos, Michail Chodorkowski. Die wichtigsten Stationen der Jukos-Affäre, die zur Verurteilung Chodorkowskis zu neun Jahren Haft und zur Übernahme der wichtigsten Jukos-Fördergesellschaft durch die staatliche Ölgesellschaft Rosneft führte:
- 9. Jul. 2003: Generalstaatsanwaltschaft teilt mit, dass gegen Jukos ein Untersuchungsverfahren wegen Steuerhinterziehung eingeleitet worden ist.
- 25. Okt. 2003: Festnahme Michail Chodorkowskis, des Vorstandsvorsitzenden und Großaktionärs des Jukos-Konzerns, unter dem Vorwurf des Steuerbetrugs.
- 27. Okt. 2003: ExxonMobil und Chevron brechen Gespräche über Beteiligung an Jukos ab. Im Sommer 2003 hatten sich Gerüchte verdichtet, dass Jukos 25 % seiner Aktien an die US-Unternehmen verkaufen werde.
- 20. Jul. 2004: Justizministerium kündigt den Verkauf der Jukos-Tochtergesellschaft Juganskneftegas an, um mit den Erlösen die Steuerschulden zu begleichen. Juganskneftegas ist mit rd. 60 % der Jukos-Gesamtförderung die größte Jukos-Fördergesellschaft.
- 30. Nov. 2004: Gasprom erklärt, über Gaspromneft Juganskneftegas kaufen zu wollen.
- 19. Dez. 2004: Juganskneftegas wird von einer bisher völlig unbekannten „Baikalfinanzgruppe“ für rund 7 Mrd. Euro ersteigert.
- 22. Dez. 2004: Die „Baikalfinanzgruppe“ wird von der staatlichen Ölgesellschaft Rosneft übernommen.
- 16. Mai 2005: Verurteilung Chodorkowskis zu neun Jahren Haft, insbesondere wegen Betrugs, Steuerhinterziehung und der Bildung einer kriminellen Vereinigung.[21]

Die Stärkung des staatlichen Einflusses auf die Ölwirtschaft trieb die Regierung auch über die mehrheitlich staatliche führende Erdgasgesellschaft Gazprom voran:
Oktober 2005: Gasprom übernimmt für rund 13 Mrd. Dollar fast drei Viertel der Ölgesellschaft Sibneft. Gasprom wird damit – vergleichbar mit den internationalen Energiekonzernen ExxonMobil, Shell und BP – über den Gasbereich hinaus verstärkt auch im Ölbereich aktiv, profiliert sich zunehmend als Mehrsparten-Energiekonzern, was sich auch beim Erwerb von Beteiligungen an Kohleunternehmen zeigte.
Dezember 2006: Gasprom übernimmt die Mehrheit am Gas- und Ölprojekt Sachalin 2 für rund 7,5 Mrd. Dollar, dem einzigen verbliebenen Projekt mit ausschließlich ausländischen Unternehmen (Royal Dutch Shell und den japanischen Unternehmen Mitsui und Mitsubishi).
Roland Götz, Russlandexperte der Berliner Stiftung Wissenschaft und Politik, kam Anfang 2006 zwar noch zu dem Schluss, die russische Erdölwirtschaft weise eine „noch „gesunde“ Mischung von privaten, staatlichen und ausländischen Unternehmen“ auf.
2006 entfielen aber bereits insgesamt rund 27 Prozent der russischen Ölförderung auf Rosneft (17 Prozent) und Gazprom (10 Prozent). Zuzüglich der Förderung der Gesellschaften Tatneft und Baschneft, die unter Verwaltung der Behörden von Tatarstan und Baschkirien stehen, erreichte der Staatsanteil 35 Prozent der russischen Ölförderung. Gegenüber 2003 hat sich der Produktionsanteil der staatlichen Ölgesellschaften etwa verdreifacht.
Rosneft lag 2006 nach der Übernahme der größten Fördergesellschaft des Jukos-Konzerns mit einer Förderung von rund 82 Millionen Tonnen nur noch wenig hinter der privaten Gesellschaft Lukoil (90 Mio. t). TNK-BP fiel auf den dritten Platz zurück (72 Mio. t).
Nachdem Rosneft im Frühjahr 2007 bei Auktionen weitere Jukos-Produktionsgesellschaften ersteigert hat, dürfte die Rosneft-Ölförderung 2007 über 100 Millionen Tonnen steigen. Der Staatsanteil an der russischen Ölförderung wird voraussichtlich knapp 40 Prozent erreichen.
Die Entwicklung der russischen Ölindustrie verläuft aber nicht ausschließlich in Richtung „Renationalisierung“. So hat der russische Staat Ende September 2004 seine restlichen Anteile an der größten Ölgesellschaft Lukoil (7,59 %) für knapp 2 Mrd. $ an den amerikanischen Ölkonzern ConocoPhillips verkauft. Ende 2005 wurde auch die Begrenzung des Aktienanteils von Ausländern an Gasprom auf höchstens 20 % aufgehoben.
Zudem streben Rosneft und Gasprom eine enge technische Zusammenarbeit mit internationalen Energiekonzernen an. „Strategische Partnerschaften“, auch zur Zusammenarbeit bei Projekten außerhalb Russlands, wurden vereinbart.

### Erdölreserven
Laut der Energiestudie 2007 der Bundesanstalt für Geowissenschaften und Rohstoffe liegen die sicher gewinnbaren Erdölreserven Russlands bei ca. 10 Milliarden Tonnen. Russland verfügt damit über rund 6 % der weltweiten Erdölreserven, eine Größenordnung, die mit denen der Vereinigten Arabischen Emirate, Venezuela, Kuwait, dem Irak und dem Iran (alle zwischen 5 % und ca. 10 % Anteil) vergleichbar ist. Lediglich Saudi-Arabien übertrifft mit einem Anteil von 22 % Russland - wie alle übrigen Länder der Erde - signifikant.

### Erdölförderung
Die russische Ölförderung schwankte in den letzten 20 Jahren sehr stark.
Nachdem sie Ende der 1980er Jahre – kurz vor der Auflösung der Sowjetunion – ihren Höhepunkt mit rund 575 Millionen Tonnen überschritten hatte, halbierte sie sich bis Mitte der 1990er Jahre fast. Ursachen dafür waren der Rückgang der Nachfrage infolge des Einbruchs der gesamtwirtschaftlichen Produktion nach dem Auseinanderbrechen der Sowjetunion, aber auch organisatorische Schwierigkeiten bei der Privatisierung der Erdölindustrie.
In der zweiten Hälfte der 1990er Jahre stagnierte die Förderung bei gut 300 Millionen Tonnen.
Von 1999 bis 2004 stieg sie dank drastisch erhöhter Investitionen und dem Einsatz moderner Technologien in den mittlerweile weitgehend privatisierten Ölunternehmen um insgesamt rund 50 Prozent auf 459 Mio. Tonnen im Jahr 2004.
| Erdölförderung 1990–2008 | Erdölförderung 1990–2008 | Erdölförderung 1990–2008 | Erdölförderung 1990–2008 | Erdölförderung 1990–2008 | Erdölförderung 1990–2008 | Erdölförderung 1990–2008 | Erdölförderung 1990–2008 | Erdölförderung 1990–2008 | Erdölförderung 1990–2008 | Erdölförderung 1990–2008 | Erdölförderung 1990–2008 | Erdölförderung 1990–2008 |
| ------------------------ | ------------------------ | ------------------------ | ------------------------ | ------------------------ | ------------------------ | ------------------------ | ------------------------ | ------------------------ | ------------------------ | ------------------------ | ------------------------ | ------------------------ |
| Jahr                     | 1990                     | 1995                     | 1999                     | 2000                     | 2001                     | 2002                     | 2003                     | 2004                     | 2005                     | 2006                     | 2007                     | 2008                     |
| Erdölförderung, Mio. t   | 516                      | 307                      | 305                      | 323                      | 348                      | 380                      | 421                      | 459                      | 470                      | 481                      | 491                      | 488                      |

2005 schwächte sich der Anstieg der Förderung allerdings auf nur noch 2,4 % ab, deutlich weniger als die Förderung in den fünf Jahren zuvor gestiegen war (rund + 8 Prozent jährlich). 2006 blieb das Wachstum ähnlich schwach (+ 2,1 %).
Die Internationale Energieagentur (IEA) stellte bereits in ihrem im Oktober 2004 veröffentlichten „World Energy Outlook“ fest, dass die Möglichkeiten, die Produktion kurzfristig und zu niedrigen Kosten zu erhöhen, weitgehend ausgeschöpft seien. Das russische Wirtschaftsministerium legt einem im Juli 2007 veröffentlichten Szenario bis 2020 nur noch einen moderaten Anstieg um rund 2 % jährlich zugrunde.
Die Einschätzungen für die Entwicklung nach 2010 gehen weit auseinander.
- Die IEA und andere „vorsichtige Optimisten“, darunter die Autoren der „Energiestrategie“ der russischen Regierung, erwarten, dass sich die Förderung bei rund 10 bis 11 Mio. Barrel pro Tag (500 bis 550 Millionen Tonnen pro Jahr) stabilisiert.
- „Optimisten“ halten einen weiteren raschen Anstieg auf 12 Mio. b/d (600 Millionen Tonnen pro Jahr) und darüber hinaus für möglich.
- „Skeptiker“ sehen einen Rückgang auf nur 5 bis 9 Mio. b/d (250 bis 450 Millionen Tonnen jährlich) im Jahr 2020 voraus.

### Erdölfelder

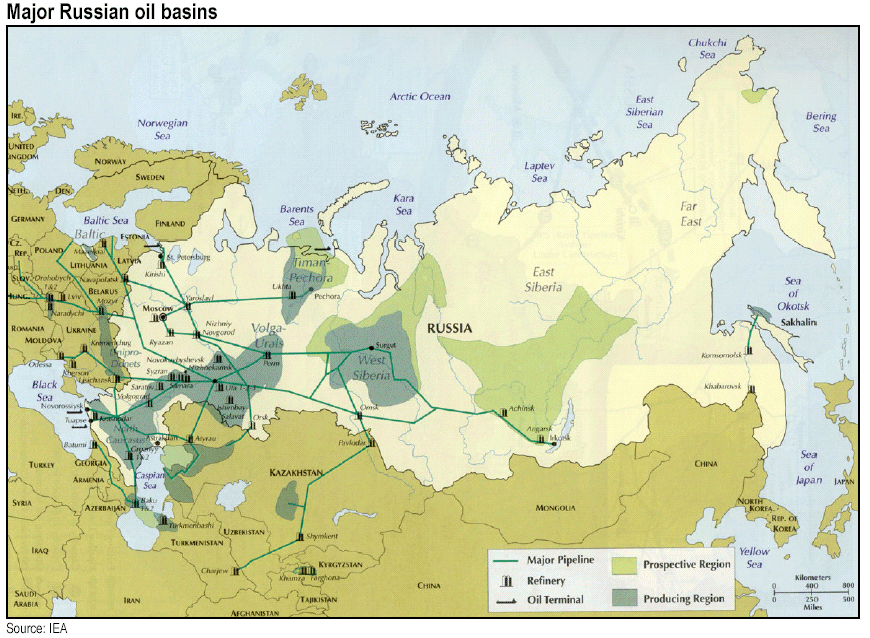
Erdölfelder und Pipelines

Wichtige Förderfelder für Erdöl sind unter anderen
Jamal-Halbinsel
Priraslomnaja in der Barentssee, die älteste Förderplattform in der Arktis. Erbaut seit 1984, erste Förderung 1989, ist diese Förderung ökologisch riskant, da die nächste Festland-Station über 1000 Kilometer entfernt ist und bei Havarien große Umweltschäden entstehen können. 2013 von Aktivisten von Greenpeace versucht zu ersteigen, 2014 zog sich das französische Unternehmen TotalEnergies wegen zu großer Umweltrisiken aus der Förderung zurück. Bis Anfang 2022 kaufte TotalEnergies Öl noch aus dieser Quelle ein. Nach dem russischen Überfall auf die Ukraine beendete das Unternehmen die Einfuhr aus Russland.
Ost-Prinowosemelski in der Karasee in der Arktis, größte vermutete Ölreserven Russlands mit über 1 Milliarde Tonnen Erdöl, Erschließung seit 2004, mit Beteiligung von Exxon Mobil zu 33 %, diese zogen sich 2014 wegen Sanktionen zurück. Noch keine kommerzielle Förderung.
Sachalin 1 und 2 im Schelf des Ochozkischen Meeres vor der Pazifikinsel Sachalin, eine der größten Erdölreserven. Sachalin 1 wird von ausländischen Firmen unter Führung von ExxonMobil betrieben, mit Sperrminorität von Rosneft, Sachalin 2 vom Konsortium Sakhalin Energy unter Führung von Gasprom.

### Erdölverbrauch in Russland
Erdöl trägt rund ein Fünftel zum Primärenergieverbrauch bei. Es stellt den zweithöchsten Anteil nach Erdgas.

### Erdölexport
Da der Ölverbrauch innerhalb Russlands seit dem 1998 erreichten Tiefpunkt bis 2005 nur sehr schwach zunahm, wurde der Zuwachs der Ölförderung fast vollständig exportiert. Ein Anreiz für die Erhöhung der Exporte war auch der Anstieg des Ölpreises auf dem Weltmarkt.
Das wachsende Ölangebot aus Russland und den übrigen Staaten der früheren Sowjetunion dämpfte den weltweiten Anstieg der Ölpreise.
Von 1999 bis 2004 hat Russland seine Ölexporte von 135 Millionen Tonnen auf 254 Millionen Tonnen gesteigert, also in nur 5 Jahren fast verdoppelt. Der Vorsprung Saudi-Arabiens als weltweit größtes Ölexportland schmolz rasch.
| Erdölexport 1999–2006 | Erdölexport 1999–2006 | Erdölexport 1999–2006 | Erdölexport 1999–2006 | Erdölexport 1999–2006 | Erdölexport 1999–2006 | Erdölexport 1999–2006 | Erdölexport 1999–2006 | Erdölexport 1999–2006 |
| --------------------- | --------------------- | --------------------- | --------------------- | --------------------- | --------------------- | --------------------- | --------------------- | --------------------- |
| Jahr                  | 1999                  | 2000                  | 2001                  | 2002                  | 2003                  | 2004                  | 2005                  | 2006                  |
| Erdölexport, Mio. t   | 135                   | 145                   | 162                   | 188                   | 223                   | 254                   | 251                   | 246                   |

2005 änderten sich die Trends: Der Erdölexport war mit 251 Millionen Tonnen um gut 1 % niedriger als im Vorjahr. Gleichzeitig stieg aber die Ausfuhr von Mineralölprodukten aus Russland dem Volumen nach um rund 14 %. Als Ursache nennt die Bundesagentur für Außenwirtschaft, dass die Exportzölle auf Rohöl stärker als die Exportzölle auf Erdölprodukte angehoben wurden.
2006 nahm der Erdölexport weiter um rund 2 % ab, die Ausfuhr von Produkten stieg um rund 7 %.
Einschließlich des Exports von Mineralölprodukten gingen rund 73 % der Rohölförderung ins Ausland.

### Erdöltransport
Das starke Wachstum der Erdölexporte bis 2004 wurde durch fehlende Transportkapazitäten begrenzt. Durch das Pipelinesystem der staatlichen Transportgesellschaft Transneft, die ein Monopol für den Transport von Erdöl besitzt, konnte zum Beispiel von 2000 bis 2003 nur rund ein Drittel des Exportzuwachses um rd. 40 % transportiert werden, obwohl insbesondere das Baltic Pipeline System (BPS) für die Ausfuhr über die Ostsee ausgebaut wurde. Um die Ausfuhr von 2000 bis 2004 fast zu verdoppeln, musste auch die – erheblich teurere – Ausfuhr per Eisenbahn sehr stark ausgeweitet werden.
Die Investitionen der staatlichen Monopolgesellschaften zum Transport von Rohöl (Transneft) und Mineralölprodukten (Transnefteprodukt), deren Zusammenschluss in einer Gesellschaft die Regierung beschlossen hat, sind bereits in den letzten Jahren deutlich erhöht worden. Die Verschleißrate von Ölpipelines liegt bei bis zu 70 Prozent. Den Investitionsbedarf für den Ausbau von Pipelinesystemen und Hafenanlagen im Zeitraum 2005 bis 2010 veranschlagte das russische Energieministerium auf insgesamt rund 13 Mrd. $ (zu Preisen des Jahres 2000).
Die russische Regierung will die Ölexporte regional stärker diversifizieren. Neben dem Ausbau der Transportsysteme für Lieferungen nach Ost- und Westeuropa sind auch Projekte zur Deckung des wachsenden Ölbedarfs in Asien und den USA geplant. Gleichzeitig strebt sie für ihre Exporte nach Europa eine größere Unabhängigkeit von Transitstaaten wie der Ukraine, Belarus, Polen und den baltischen Staaten an. Bei Durchleitungen von Öl hatte es – wie bei Erdgas – wiederholt Konflikte gegeben. Deswegen werden insbesondere die Kapazitäten der russischen Ostseehäfen stark ausgebaut.
Beim Ausbau der russischen Export-Infrastruktur stehen derzeit folgende Projekte im Vordergrund:
Ausbau des Baltic Pipeline System (BPS) über den Ostseehafen Primorsk: Die 2002 aufgenommenen Lieferungen über Primorsk waren bereits 2006 mit 62 Mio. t ebenso hoch wie die Lieferungen durch die Erdölleitung Freundschaft („Druschba-Pipeline“) durch Belarus und Polen beziehungsweise die Ukraine und die Slowakische Republik. Gleichzeitig wurden die Ausfuhren in und durch die baltischen Staaten von 2001 bis 2006 um rund zwei Drittel von 27 auf 8 Mio. t verringert. Etwa ein Drittel der Lieferungen über Primorsk ging also zu Lasten der baltischen Staaten.
Seit dem Energiestreit mit Belarus am Jahreswechsel 2006/2007 sucht die russische Regierung verstärkt nach Möglichkeiten, Belarus als Transitland zu umgehen. Geplant ist der Bau eines Abzweigs von der Druschba-Pipeline, der auf russischem Gebiet von Unecha nahe der russisch-belarussischen Grenze rund 1200 Kilometer nach Norden zur Ostsee führen soll (sogenanntes Baltic Pipeline System 2, BPS-2). Die geplante Kapazität (50 Mio. t/Jahr) würde gut 60 % des Öltransits durch Belarus entsprechen.
Für Öllieferungen von Taischet in Ostsibirien an die russische Pazifik-Küste nach Nachodka wurde die Ostsibirien-Pazifik-Pipeline (ESPO; Länge: 4200 km; Jahreskapazität im Endausbau: 80 Mio. t; geschätzte Kosten: 11,5 bis 18 Mrd. $) gebaut. Der Weitertransport nach Japan, China, andere asiatische Länder und Pazifikanrainer erfolgt mit Schiff.
Die mit dem Projekt beauftragte staatliche Pipelinegesellschaft Transneft hat im April 2006 mit dem Bau begonnen. In einer ersten Bauphase, die 2008 abgeschlossen werden soll, wird für den Transport von jährlich 30 Millionen Tonnen ein 2400 Kilometer langer Pipelineabschnitt von Taischet nördlich am Baikalsee vorbei nach Osten bis Skoworodino in der Amur-Region nahe der chinesischen Grenze verlegt. Gleichzeitig soll an der Pazifikküste beim Hafen Nachodka ein Ölterminal gebaut werden. Von Skoworodino zum Ölterminal am Pazifik soll das Öl vorerst per Eisenbahn transportiert werden.
Bedenken von Umweltschützern, die insbesondere vor einer Verlegung der Pipeline in unmittelbarer Nähe des Baikalsees warnten, kam die russische Regierung entgegen. Auf Intervention von Präsident Putin wurde im Frühjahr 2006 entschieden, dass die ESPO-Leitung in mindestens 40 Kilometer Entfernung vom Baikalsee verlegt wird.
Hinsichtlich der in einer zweiten Bauphase geplanten Verlängerung der ESPO von Skoworodino zur Pazifikküste mit einer Erhöhung der Kapazität auf 80 Mio. t erscheint vielen Experten insbesondere fraglich, ob in Ostsibirien ausreichend große Ölvorkommen erschlossen werden können. Bereits in der ersten Bauphase wird die Leitung zum Teil mit Öl aus Westsibirien betrieben werden.
Als weitere Möglichkeiten zur Erhöhung der russischen Ölexporte werden genannt:
- Bau einer Erdölleitung aus Westsibirien nach Indiga an der Barentssee.
- Ausbau der Erdölleitung „Freundschaft“ durch Belarus und Polen sowie die Nutzung der Adria-Pipeline an die kroatische Adriaküste nach Omišalj nahe Rijeka.

## Erdgaswirtschaft

### Ordnungspolitische Entwicklung

#### Gazprom hat beherrschende Stellung
Die russische Erdgaswirtschaft wird weitgehend von Gazprom beherrscht, deren Kapital seit 2005 zu knapp über 50 % dem russischen Staat gehört. 2006 stellte Gazprom mit rund 556 Mrd. Kubikmetern rund 85 % der gesamten russischen Erdgasförderung. Gazprom ist damit weltweit größter Gasproduzent. Nach Umsatz, Beschäftigtenzahl und Marktkapitalisierung ist die Gesellschaft das größte russische Unternehmen und kommt mit ihren Steuer- und sonstigen Abgabenzahlungen für rund ein Viertel des Staatshaushaltes auf. Das rund 150.000 km lange Pipelinenetz zum überregionalen Erdgastransport gehört ausschließlich Gazprom. Allein Gazprom ist vom Staat autorisiert, Erdgas zu exportieren.
Neben Gazprom fördern insbesondere die Unternehmen Novatek, Surgutneftegas und die staatliche Ölgesellschaft Rosneft Erdgas in Russland.

#### Niedrigpreispolitik im Inland wird langsam gelockert
Der inländische Gaspreis wird – wie der Strompreis – von der Föderalen Energiekommission festgelegt. Er gilt als nicht kostendeckend. Gazprom fordert regelmäßig vergeblich erheblich stärkere Gaspreisanhebungen als die Energiekommission genehmigt. Ende 2006 lag der Gaspreis im Durchschnitt der Verbrauchergruppen bei rund 44 $ pro 1000 m³. Er war damit weniger als halb so hoch wie die Exportpreise (95 bis 200 $ pro 1000 m³).
Aufgrund des niedrigen Erdgaspreises sind die Anreize zu einem sparsamen und effizienten Einsatz von Erdgas in Russland gering. Erdgas wird in Russland, verglichen mit anderen Ländern, in hohem Maße als Brennstoff in der Industrie und zur Stromerzeugung eingesetzt. Gazprom setzt so rund zwei Drittel ihrer Fördermenge mit Verlust auf dem Inlandsmarkt ab. Die Niedrigpreispolitik schwächt die Investitionskraft des Unternehmens.
Ende 2006 beschloss die russische Regierung schließlich, dass der Preis für Erdgas schrittweise bis 2011 für alle inländischen Abnehmer mit Ausnahme der Privathaushalte an den frei gebildeten Exportpreis (minus Exportsteuern und Transportkosten) herangeführt wird. Für 2007 war ein Anstieg des Gaspreises um 15 % vorgesehen. 2008 soll er um 25 %, 2009 um 26 % und 2010 wieder um 25 % steigen.
Die Versorgung inländischer Verbraucher soll künftig zum einen auf der Basis langfristiger Lieferverträge mit mehrjähriger Laufzeit erfolgen, zum anderen aber auch durch kurzfristig an einer Erdgas-Börse erworbene Mengen.

#### Grundlegende Reform nicht in Sicht
Eine bereits zu Beginn der Präsidentschaft Putins geplante Reform der Erdgaswirtschaft, die ähnlich wie im Stromsektor zu mehr Wettbewerb führen sollte, kam bis Ende 2006 nicht wesentlich voran, obwohl Anzeichen, dass Gazprom die wachsende inländische Nachfrage in Russland nicht vollständig decken kann, die Notwendigkeit von Reformen unterstreichen. Die unabhängigen Erdgasproduzenten wiederum können vielfach nicht liefern, weil Gazprom Engpässe in dem von ihm kontrollierten Leitungssystem geltend macht.
Russland weigert sich auch weiterhin, die Europäische Energiecharta zu ratifizieren. Eine Umsetzung der Charta-Bestimmungen würde ausländischen Unternehmen größere Spielräume für unternehmerische Aktivitäten in Russland eröffnen und so den Wettbewerb für Gazprom verschärfen. Innerhalb des Gazprom-Konzerns gibt es jetzt jedoch Bestrebungen zur Neuordnung der unübersichtlichen Unternehmensstruktur.

#### Erdgasreserven
Russland verfügt über die größten nachgewiesenen Erdgasreserven der Welt. Ende 2004 wurden sie auf rund 48 Billionen Kubikmeter veranschlagt, gut ein Viertel der weltweiten Erdgasreserven (Quelle: BP Statistical Review of World Energy 2005).

#### Erdgasförderung
2006 stieg die russische Erdgasförderung um rund 3 % auf 656 Mrd. m³. Davon förderte OAO Gazprom mit 556 Mrd. m³ rund 85 %.
| Erdgasförderung | Erdgasförderung | Erdgasförderung | Erdgasförderung | Erdgasförderung | Erdgasförderung | Erdgasförderung | Erdgasförderung | Erdgasförderung | Erdgasförderung | Erdgasförderung | Erdgasförderung |
| --------------- | --------------- | --------------- | --------------- | --------------- | --------------- | --------------- | --------------- | --------------- | --------------- | --------------- | --------------- |
| Jahr            | 1990            | 1995            | 2000            | 2001            | 2002            | 2003            | 2004            | 2005            | 2006            | 2007            | 2008            |
| Mrd. m³         | 641             | 595             | 584             | 581             | 595             | 620             | 633             | 641             | 656             | 653             | 664             |

Russland ist damit weltweit größtes Erdgasförderland – vor den USA und Kanada. Gut ein Fünftel der weltweiten Erdgasförderung entfällt auf Russland.
Gazprom plant, seine Erdgasförderung bis zum Jahr 2010 auf 550 Mrd. bis 560 Mrd. m³ zu halten und bis 2020 auf 580 Mrd. bis 590 Mrd. m³ aufzustocken.
Allerdings lassen sich zunehmend nur noch geologisch schwer zugängliche Lagerstätten in klimatisch äußerst unwirtlichen Gebieten erschließen. Gazprom ist bereit, ausländische Partner daran zu beteiligen, um das technologische Wissen der ausländischen Partner zu nutzen und die Finanzierung der hohen Kosten zu erleichtern.

##### Erdöl- und Erdgasfelder
Die wichtigsten Erdöl- und Erdgasfelder Russlands gibt es im Schelf der Insel Sachalin vor der Pazifik-Küste (Erdölreserven: 0,9 Mrd. Tonnen; Erdgasreserven: 1,2 Billionen m³).
Gefördert wird in den Projekten Sachalin 1, 2 und 3, geplant sind weitere drei Projekte.
Auf der Insel wird die erste Anlage zur Verschiffung von verflüssigtem Erdgas gebaut. Zielländer sind unter anderem die USA und Japan. Angestrebt ist eine Produktion von 9,6 Mio. t pro Jahr ab 2008.
Sachalin-2 wurde bis Ende 2006 als einziges größeres Energieprojekt in Russland ausschließlich von ausländischen Unternehmen, dem Konsortium Sakhalin Energy, erschlossen. 
Die Ölförderung im Projekt Sachalin-2 wurde im Schelf vor Sachalin 1999 aufgenommen. Da die Vereisung im Winter eine Verschiffung von der Plattform im offenen Meer unmöglich macht, kann nur 6 Monate im Jahr gefördert werden.
Phase 2 des Projekts Sachalin-2 sieht unter anderem den Bau von 800 Kilometer langen Öl- und Gasleitungen zur Südspitze Sachalins vor, von wo das Öl und Gas verschifft werden sollen.
Juschno-Russkoje, eine im Norden Westsibiriens gelegenen Lagerstätte, aus der die geplante Leitung durch die Ostsee nach Deutschland mit Erdgas gespeist werden soll (geschätzte Gasreserven: mindestens 700 Mrd. m³; voraussichtliche Förderleistung: 25 Mrd. m³ pro Jahr). An der Erschließung des Feldes werden die deutschen Unternehmen E.ON und BASF beteiligt. Im Gegenzug kann Gasprom ihren Anteil an Wingas, einem Gemeinschaftsunternehmen mit der BASF-Tochtergesellschaft Wintershall, von 35 auf 50 % minus eine Aktie aufstocken. Über die Gegenleistungen der E.ON AG konnte noch keine endgültige Einigung erzielt werden.
Schtokman in der Barentssee, 650 km vom Hafen Murmansk entfernt (Gasreserven: 3,7 Billionen m³; Gaskondensatreserven: 31 Millionen t). Geplant war zunächst die Herstellung von verflüssigtem Erdgas, LNG, das von Murmansk in Tankern verschifft werden sollte, unter anderem in die USA. Im Oktober 2006 teilte Gazprom jedoch mit, das Schtokmann-Gas per Pipeline nach Europa liefern zu wollen. Gazprom will das Feld in Zusammenarbeit mit westlichen Energiekonzernen entwickeln.
Kowykta, ein Gaskondensatfeld des russisch-britischen Gemeinschaftsunternehmens TNK-BP in Ostsibirien, etwa 450 km nordöstlich der Stadt Irkutsk (Gasreserven: mehr als 1,4 Bill. m³; Kondensatvorräte: 95 Mio. t). Das Erdgas soll in Ostsibirien und im Asiatisch-Pazifischen-Raum abgesetzt werden. Hinsichtlich der Entwicklung des Vorkommens laufen Verhandlungen zwischen TNK-BP und Gazprom.
Ost-Prinowosemelski in der Karasee in der Arktis ist die nördlichste Lagerstätte weltweit. Dort werden Vorkommen von mehr als 1,3 Billionen m³ Erdgas und 1 Milliarde Barrel Erdöl vermutet. Sie ist damit eine der größten Lagerstätten überhaupt. Die Erschließung begann 2011 durch Rosneft gemeinsam mit ExxonMobil aus den USA, die 2014 wegen der Sanktionen allerdings ausstiegen.

#### Erdgasverbrauch in Russland
Gut zwei Drittel der Erdgasförderung werden im Inland verbraucht. Erdgas trägt gut die Hälfte zum Primärenergieverbrauch bei – mit Abstand am meisten von allen Energieträgern.
Rund 53 % der russischen Haushalte sind derzeit ans Erdgasnetz angeschlossen. Gazprom plant in ihrem „Gasifizierungsprogramm 2005 bis 2007“ eine deutliche Ausweitung der Erdgasversorgung der russischen Regionen innerhalb der nächsten zwei Jahre.

#### Erdgasexport
Rund ein Drittel der Erdgasförderung wird von Gazprom ins Ausland exportiert. Auch damit ist Russland weltgrößter Erdgasexporteur. Sein Anteil am internationalen Erdgashandel liegt bei gut einem Fünftel. In Staaten außerhalb der Gemeinschaft Unabhängiger Staaten, GUS, werden rund drei Viertel der Ausfuhren geliefert.
Erste kurzfristig vereinbarte Einzellieferungen von verflüssigtem Erdgas per Tanker (liquefied natural gas (LNG)) in die USA wurden 2005 aufgenommen.
Der Gasexport Richtung West- und Osteuropa, erfolgt zum weit überwiegenden Teil durch die Ukraine (2004: rund 130 Mrd. m³) und durch Belarus und Polen. Die Türkei beliefert Russland durch die Blauer Strom Pipeline durch das Schwarze Meer.
Zur Erweiterung der Transportkapazitäten nach Westeuropa diente insbesondere der Bau der sogenannten North-Stream-Leitung. Russland drängte auf den Bau dieser Pipeline, um mehr Erdgas direkt – ohne Transit über andere Länder – nach Westeuropa liefern zu können. So flammte 2005/2006 der seit Jahren schwelende Streit Russisch-ukrainischer Gasstreit wieder auf.
Der zwischen Gazprom und dem italienischen Energiekonzern ENI 2007 vereinbarte und Ende 2014 gestoppte Bau der South-Stream-Erdgasleitung durch das Schwarze Meer sollte die Möglichkeiten zur Lieferung von russischem Erdgas nach Süd- und Südosteuropa erweitern.
Weitere Projekte Russlands zum Ausbau seiner Exportkapazitäten:
Eine derzeit bis Angarsk in Ostsibirien reichende Leitung soll nach Osten in Richtung Pazifik verlängert werden, wobei über einen Abzweig nach China nachgedacht wird.
Aus West- und Ostsibirien sollen Leitungen in Richtung China gebaut werden. Anlässlich des China-Besuchs von Präsident Putin im März 2006 wurden Vereinbarungen über den Bau von zwei Gaspipelines und Lieferungen von jährlich 60 Mrd. bis 80 Mrd. m³ Gas geschlossen.
Anlagen zur Ausfuhr von verflüssigtem Erdgas mit Tankern, sogenanntem „liquefied natural gas“ (LNG), sind im Osten Russlands an der Pazifikküste auf der Insel Sachalin im Bau und im Nordwesten Russlands im Raum Murmansk an der Barentssee geplant. Außerdem soll ein LNG-Terminal in der Nähe von Sankt Petersburg errichtet werden („Baltic LNG“). Dies vereinbarte Gazprom mit der kanadischen Gesellschaft Petro-Canada.
Voraussetzung für die Realisierung dieser Pläne ist allerdings ein kräftiger Ausbau der Förderung in Russland. Mengen für zusätzliche Exporte könnten außerdem freigemacht werden, wenn Russland seine Erdgasimporte aus Mittelasien, hauptsächlich aus Turkmenistan, zur Versorgung des russischen Marktes erhöhen könnte. Einige Experten bezweifeln aber, dass Russland in den nächsten Jahren die Voraussetzungen für eine deutliche Erhöhung seiner Exporte schaffen kann. Infrage gestellt wird angesichts der großen Entfernung auch die Wirtschaftlichkeit von Lieferungen aus Westsibirien nach China.

#### Auslandsinvestitionen
Gazprom bemühte sich, ihr Erdgas nicht mehr an ausländische Zwischenhändler zu verkaufen, sondern selbst oder mit Partnern im Ausland an Endkunden abzusetzen. In Deutschland war Gazprom seit den 1990er Jahren an der Vermarktung ihres Erdgases über die Wingas, beteiligt. Das Unternehmen wurde nach dem russischen Überfall auf die Ukraine 2022 von der Bundesrepublik Deutschland übernommen.
In der Ukraine gründete Gazprom im Februar 2006 über seine Tochtergesellschaft RosUkrEnergo mit der staatlichen ukrainischen Naftogaz Ukrainy das Joint Venture UkrGasEnergo, um den Verkauf von Erdgas in der Ukraine abzuwickeln.
Neben der Ukraine visiert Gazprom weitere Auslandsmärkte an, darunter Serbien, Großbritannien, Italien. Dabei ist Gazprom auf erheblichen Widerstand gestoßen, zum Beispiel bei ihren Bemühungen, den größten britischen Strom- und Gasversorger Centrica zu erwerben.

## Stromwirtschaft
Russlands Stromwirtschaft erzeugte 2006 rund 992 Mrd. Kilowattstunden Strom. Davon kamen rund 67 % aus mit Öl, Erdgas oder Kohle betriebenen Wärmekraftwerken. Auf Wasserkraftwerke entfielen rund ein Fünftel, auf Kernkraftwerke rund ein Sechstel der Stromerzeugung.
Die russische Stromwirtschaft gilt als dringend modernisierungsbedürftig und zwar sowohl hinsichtlich ihrer technischen Ausstattung und Leistungsfähigkeit als auch hinsichtlich ihrer Organisation.
Rund 70 % der Stromproduktion entfielen auf den Konzern Unified Energy System (UES), dessen Kapitalanteile zu rund 53 % dem Staat gehörten. Rund 10 % besitzt darüber hinaus der Gaskonzern Gazprom, der mehrheitlich in Staatseigentum ist. Nicht zum Verantwortungsbereich von UES gehören insbesondere die Kernkraftwerke sowie die unabhängigen Produzenten Mosenergo (Moskau) und Irkutsenergo (Irkutsk).
Ein vom Ministerium für Industrie und Energetik vorgelegtes Reformprogramm sah eine Liberalisierung des Stromsektors vor. Schwerpunkt war die Aufspaltung und teilweise Privatisierung des Stromkonzerns UES, dessen Vorstandsvorsitzender Anatoli Tschubais unter Präsident Boris Jelzin für die Privatisierung der russischen Wirtschaft verantwortlich war. UES wurde in ein staatliches Unternehmen zum Betrieb des Stromnetzes als „natürliches Monopol“ und private Unternehmen in den Bereichen Stromerzeugung und Stromhandel aufgegliedert. Es wurden 14 regionale Stromerzeuger (sogenannte TGC) und 6 Stromerzeuger mit Kraftwerken im ganzen Land (sogenannte OGK (OGK-1, OGK-2, OGK-3, OGK-4, OGK-5, OGK-6)) gebildet. Die Wasserkraftwerke sollten – wie die Kernkraftwerke – in einer Staatsholding zusammengefasst werden. Außerdem sollte es fünf Handelsgesellschaften geben. Die Regierung erhoffte sich von der Reform einen Zufluss von Investitionsmitteln für die Modernisierung.
Die Aufspaltung von UES verlief aber sehr zögerlich und war erst 2008 abgeschlossen. Die Wasserkraftwerke wurde in das Unternehmen RusHydro überführt. An den Privatisierungen 2007 beteiligten sich unter anderem der italienische Stromkonzern ENEL (OGK-5) und der deutsche Energiekonzern E.ON Russia Power (OGK-4).
Auch die Einführung kostendeckender Strompreise kommt man nur langsam voran; die Strompreise einiger Kundengruppen werden weiterhin auf Kosten anderer Kundengruppen besonders niedrig gehalten (sogenannte Quersubventionierung). Beim Handel mit Strom ist bisher nur ein kleines Segment liberalisiert; für 91 Prozent des Marktes gelten noch staatlich festgesetzte Tarife. Eine weitere Liberalisierung der Strompreise könnte die Anreize für Investitionen in der russischen Stromwirtschaft erhöhen.